# Matteo Paro
Matteo Paro (Asti, 17 maart 1983 is een Italiaans oud-voetballer die o.a. speelde voor FC Crotone.

## Clubcarrière
Op 17 mei 2003 maakte hij zijn debuut in de Serie A tegen Reggina namens Juventus FC, de club die hem ook heeft opgeleid. Tot 2009 heeft hij gedeeltelijk onder contract gestaan bij Juventus. De club had achtereenvolgens de helft van zijn contract verkocht aan Chievo, Siena en Genoa. In 2009 kocht AS Bari het deel van het contract over van Juventus. Die club leende hem in januari 2010 uit aan Piacenza Calcio. In juli 2010 vertrok hij op huurbasis naar Vicenza Calcio. Die club nam hem aan het einde van het seizoen definitief over van Bari.
In 2012 werd zijn dienstverband bij Bari beëindigd en zat hij een jaar lang zonder club voordat hij in september 2013 een contract tekende bij SPAL 1907.